# Bülent Ertuğrul
Bülent Ertuğrul (* 17. August 1978 in Denizli) ist ein ehemaliger türkischer Fußballspieler. Durch seinen Geburtsort und seine langjährige Tätigkeit für Denizlispor wird er stark mit diesem Verein assoziiert. Mit über 200 Erst- und Zweitligaspielen für Denizlispor gehört er zu der Liste mit den meisten Einsätzen der Vereinsgeschichte. Auf Fan- und Vereinsseiten wird er als einer der bedeutendsten Spieler der Vereinsgeschichte aufgefasst.

## Karriere
Ertuğrul begann mit dem Vereinsfußball in der Jugend von Denizlispor und erhielt hier 1998 einen Profivertrag. Anschließend spielte er nahezu zehn Jahre für diesen Verein, unter anderem auch im UEFA-Pokal in der Saison 2002/03. Dabei wurde er in den ersten Spielzeiten als Leihspieler an diverse Vereine in den unteren türkischen Ligen abgegeben.
Zum Sommer 2008 wechselte er zu Eskişehirspor und stieg hier bis zum Mannschaftskapitän auf. Zum Sommer wurde auf Anweisung vom Trainer Ersun Yanal sein auslaufender Vertrag nicht verlängert, sodass Ertuğrul den Verein verlassen musste.
Zur Saison 2012/13 wechselte er innerhalb der Liga zum Aufsteiger Sanica Boru Elazığspor. Ausschlaggebend an dem Wechsel war die Tatsache, dass er mit dem Trainer von Elazığspor mit Bülent Uygun bereits bei Eskişehirspor zusammenarbeitete.
Nach nur einer Saison bei Eskişehirspor wechselte Ertuğrul wieder zurück zu seiner Heimatstadt und seinem ehemaligen Verein Denizlispor.